# Praça Gabriel Martins
A Praça Gabriel Martins esta localizada na cidade paranaense de Londrina, estado brasileiro do Paraná.
Uma das mais antigas praças e encravada no centro do município, foi criada na época da fundação da cidade (década de 1940) pela Companhia de Melhoramentos do Norte do Paraná, empresa de capital inglês que colonizou o norte paranaense e que fundou Londrina.
O projeto original desta praça, foi elaborado por um arquiteto grego que aplicou grandes placas de concreto, porém, não foi unânime entre a população e no mandato do prefeito José Richa, foi remodelada. Em 1977, com projeto arquitetônico do urbanista Jaime Lerner, houve a aplicação de petit pavê, transformando-se em um trecho de calcadão.